# De Havilland

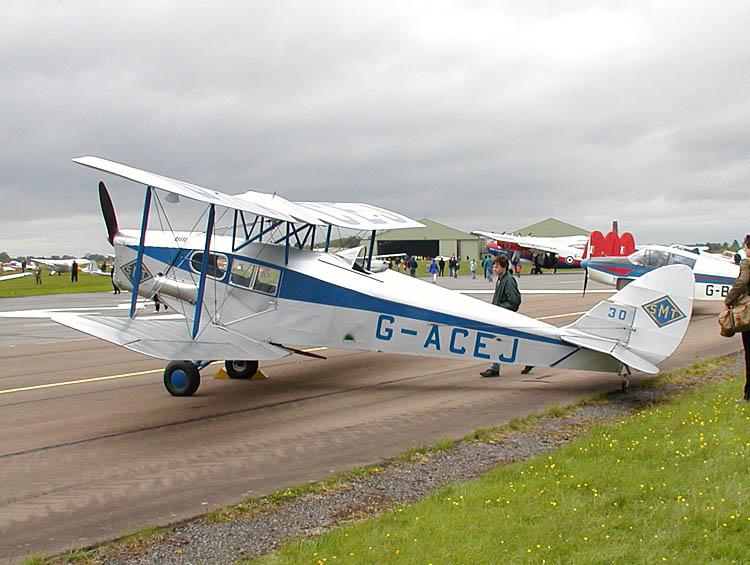
De Havilland DH.83 Fox Moth

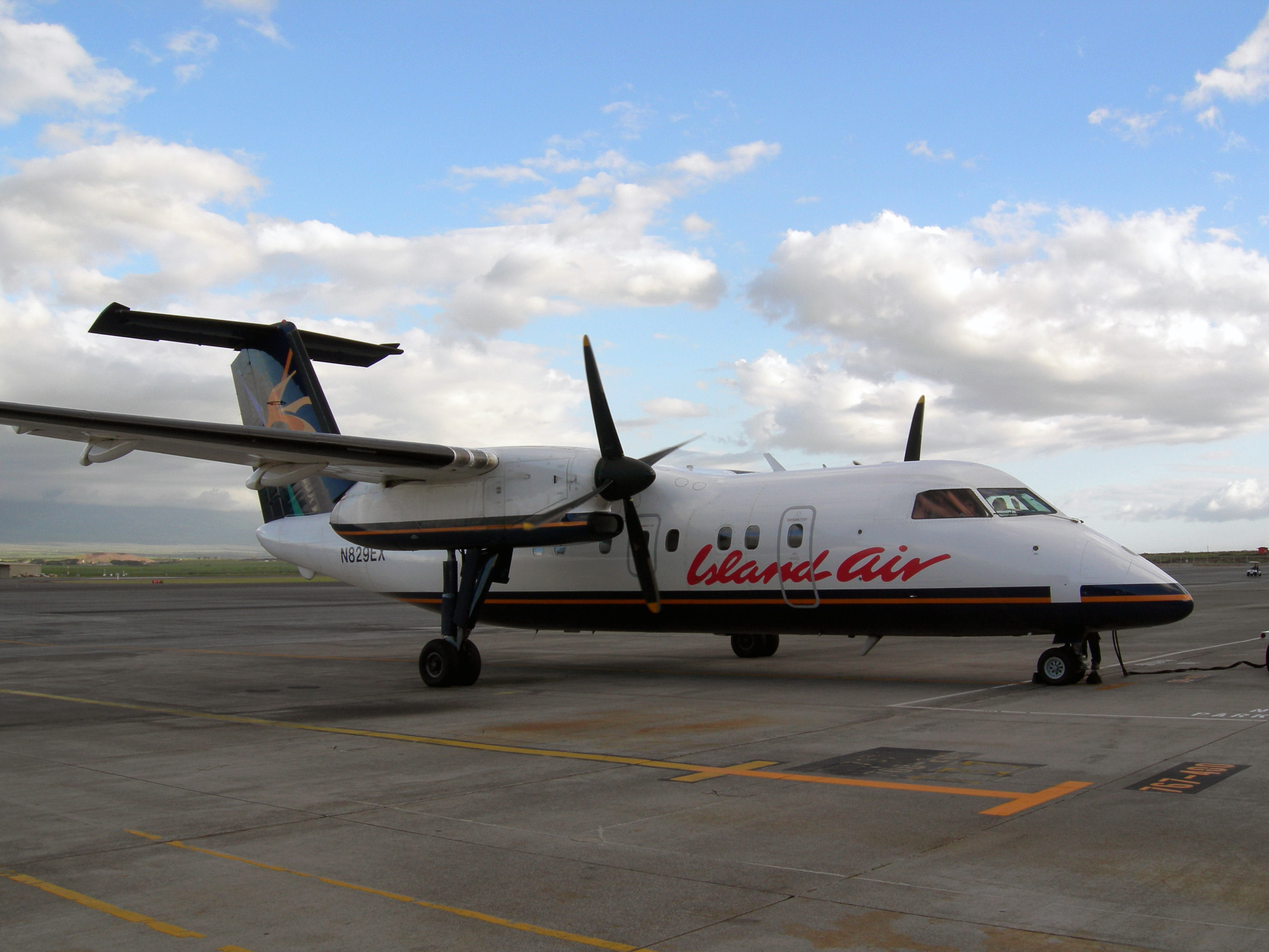
De Havilland Canada DHC-8 Dash-8.

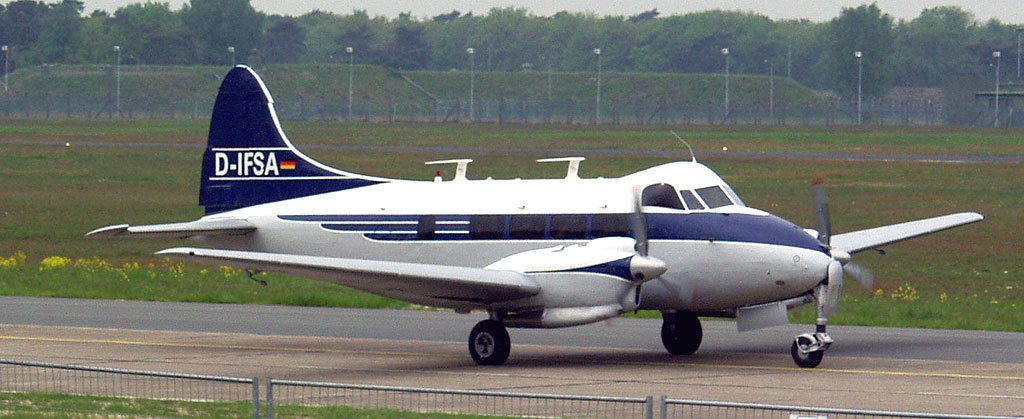
De Havilland Dove

De Havilland (DH) – brytyjska wytwórnia lotnicza działająca w latach 1920–1964. 

## Historia
Wytwórnię założył w 1920 roku Geoffrey de Havilland na bazie wcześniejszej wytwórni Airco, w której był głównym konstruktorem (samoloty Airco również nosiły oznaczenie DH i są czasami nazywane de Havilland). Nowa firma o nazwie de Havilland Aircraft Company Ltd. mieściła się w Hatfield w Hertfordshire w Anglii. Oprócz macierzystej wytwórni brytyjskiej, w 1927 otwarto australijską filię zakładów de Havilland Aircraft Company Pty, Ltd, a w 1928 kanadyjską filię de Havilland Aircraft of Canada.
Na początku de Havilland skupił się na jedno i dwumiejscowych dwupłatach, kontynuując serię samolotów DH budowanych przez Airco, ale napędzanych własnymi silnikami de Havilland typu Gypsy. Przykładem takich maszyn są samoloty turystyczne Gipsy Moth i Tiger Moth. Zyskały one wielką popularność w okresie międzywojennym; na samolotach tych ustanowiono wiele rekordów, a niektóre z nich pobił sam Geoffrey de Havilland. Amy Johnson przeleciała samotnie na Gypsy Moth w 1930 z Anglii do Australii. Przelot zajął jej 19 i pół dnia.
Linia samolotów serii Moth była kontynuowana i rozwijana. Późniejsze typy Hornet Moth i Moth Minor były dolnopłatami o konstrukcji drewnianej.
Kolejną konstrukcją de Havillanda był dwusilnikowy samolot pocztowy DH.88 Comet, charakteryzujący się wysokimi osiągami. Jeden z tych samolotów, pomalowany w charakterystyczne czerwone barwy, stał się sławny jako zwycięzca rajdu MacRobertson Air Race z Anglii do Australii.
Zalety drewna jako materiału konstrukcyjnego, oraz wysokie osiągi samej konstrukcji 
skumulowały się w prawdopodobnie najsłynniejszym samolocie de Havillanda - samolocie myśliwskim i wielozadaniowym Mosquito, skonstruowanym głównie z drewna ze względu na niedobory aluminium podczas działań wojennych.
Po zakończeniu II wojny światowej, de Havilland kontynuowała działalność konstrukcyjną jako firma wiodąca, zarówno na rynku wojskowym jak i cywilnym. Jej dziełem był pierwszy pasażerski samolot odrzutowy wprowadzony na linie lotnicze – de Havilland Comet. Firma opracowała także popularny myśliwiec odrzutowy de Havilland Vampire. Kilka głośnych katastrof pogrzebało nadzieje firmy na istnienie jako samodzielne przedsiębiorstwo. Najgłośniejszym z wypadków była strata kilku samolotów pasażerskich Comet. Mniej znaną, ale spektakularną była eksplozja prototypu samolotu myśliwskiego DH.110 podczas pokazów Farnborough Airshow w 1952, w wyniku której zginęło 29 osób z widowni.
Od 1955 firma zmieniła nazwę na: de Havilland Holdings Limited. W 1963 de Havilland został kupiony przez firmę Hawker Siddeley Company, która następnie została włączona do koncernu British Aerospace. W tym czasie kilka z projektów rozpoczętych przez de Havillanda weszło do produkcji. Były to między innymi Trident, HS-146 (późniejszy BAe 146), HS-125 (późniejszy BAe 125).

## Samoloty produkcji de Havillanda
- Dwupłatowce
  - DH.60 Gipsy Moth
  - DH.82 Tiger Moth
  - DH.83 Fox Moth
  - DH.84 Dragon
  - DH.89 Dragon Rapide
- Jednopłaty z silnikiem tłokowym
  - DH.80 Puss Moth
  - DH.88 Comet
  - DH.98 Mosquito
  - DH.103 Hornet
  - DH.104 Dove
  - DH.114 Heron
- Odrzutowce cywilne
  - DH106 Comet
- Odrzutowce wojskowe
  - DH.100 Vampire
  - DH112 Venom & Sea Venom
  - DH110 Sea Vixen

## de Havilland Canada

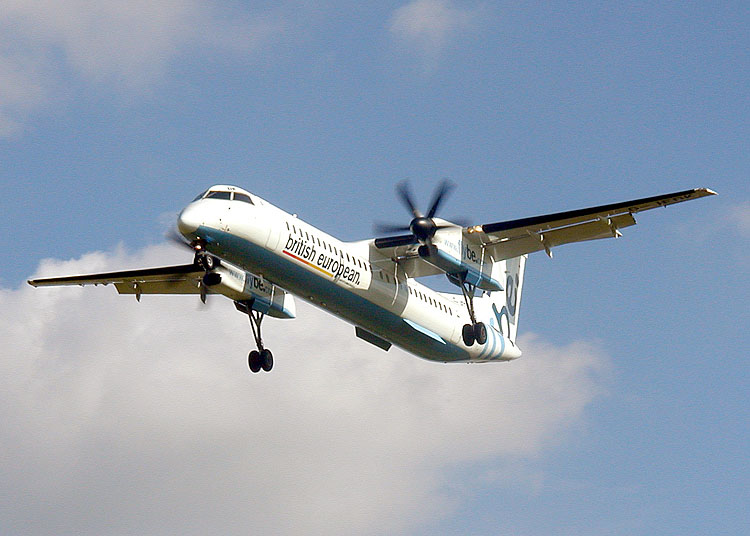
Bombardier (de Havilland Canada) Dash 8

Firma de Havilland (Canada) rozpoczęła działalność w 1928 roku, aby produkować samoloty Moth do celów szkolenia kanadyjskich pilotów i kontynuowała ją również po wojnie realizując własne konstrukcje przystosowane do surowego klimatu Kanady. Były to samoloty wymienione poniżej. Samoloty typów DHC-2 do DHC-7 miały własności STOL. De Havilland (Canada) został ostatecznie przyłączony do grupy Bombardier a jego Dash Eight (Dash 8) pozostał w produkcji. Szczególny nacisk położono na niski poziom hałasu emitowany przez ten samolot w porównaniu do innych maszyn podobnej wielkości.

### Samoloty produkcji de Havilland (Canada)
Kolejność chronologiczna:
- DHC-1 Chipmunk nazywany Chippy
- DHC-2 Beaver
- DHC-3 Otter
- DHC-4 Caribou
- DHC-5 Buffalo
- DHC-6 Twin Otter
- DHC-7 Dash 7
- DHC-8 Dash 8